# Buena Vista, Santa María Tecomavaca
Buena Vista är en ort i Mexiko.   Den ligger i kommunen Santa María Tecomavaca och delstaten Oaxaca, i den sydöstra delen av landet, 280 km sydost om huvudstaden Mexico City. Buena Vista ligger 1 489 meter över havet och antalet invånare är 107.
Terrängen runt Buena Vista är bergig åt nordost, men åt sydväst är den kuperad. Buena Vista ligger uppe på en höjd. Runt Buena Vista är det ganska glesbefolkat, med 43 invånare per kvadratkilometer. Närmaste större samhälle är San Juan Bautista Cuicatlán, 18,4 km söder om Buena Vista. I omgivningarna runt Buena Vista växer huvudsakligen savannskog.